# Sanbokan
Espèce
Parent  femelle  de l'hybridation 
  Kaikoukan (C. truncata Hort. ex Tanaka) 
×

Parent  male  de l'hybridation 
  Kishu mikan (C. kinokuni ex Tanaka) 
Le Sanboukan, Citrus sulcata hort. ex Takahashi, est un agrume japonais ancien produit à Yuasa dans la préfecture de Wakayama (et marginalement à Mie). D’après les analyses génétiques (2016) il est un hybride de 2 variétés de mandarines japonaises : Kaikoukan (C. truncata Hort. ex Tanaka), parent femelle et Kishu mikan (C. kinokuni ex Tanaka) pour le pollen,.
Il est présent aux USA depuis 1960 et a été introduit dans l'U.E. en 2020 via la quarantaine française.

## Dénomination - Classification
Sanboukan (aussi sambokan, sanbokan, sanpokan, sambo) est une transcription approximative du japonais サンボウカン - 三宝柑 (Sanbōkan). On l'appelle en anglais Sanbokan sour orange hybrid , car on a longtemps cru qu'il était un hybride de yuzu (Citrus x-junos) et de daïdaï (Citrus x-daidai), orange amère japonaise, et ce alors même que le sanboukan ne présente pas d'amertume,. Ses descriptions comme pomelo (C. grandis var sulcata) par Ikuro Takahashi, ou pamplemousse (C. paradisi) ne sont pas davantage fondées,,. En français, la traduction des Dames de Kimoto de Sawako Ariyoshi utilise le terme orange Sampo, sa pulpe tendre et son gout doucereux plaisait beaucoup à l'héroïne Hana.
Le nom binomial Citrus sulcata, du latin sulcus, sulc(o) « le sillon », a été utilisé depuis Risso (1818) qui avait nommé ainsi une bigarade et un cédrat caniculés,,.
Le fruit est réputé symboliser les trois trésors bouddhiques (japonais :  三宝 sanbô), suivi de 柑 (kan, « agrume »), d'où sanbokan, « agrume des trois trésors ou des trois joyaux ».

## Histoire
Le bigaradier sulcata décrit par Loiseleur Deslongchamps dans le Nouveau Duhamel (1819) ne correspond pas au fruit du sanbokan. R. Cottin le mentionne dans son Citrus of the World (1997) mais comme C. paradisi. Ikuro Takahashi (1892–1981) l'aurait décrit en 1913.
Au Japon, on fait remonter son existence à l'ère Bunsei de l'époque d'Edo (1818-1829). Il aurait alors été un fruit très rare, et son propriétaire, un seigneur féodal local du nom de Tameyuki Nonaka (野中為之) aurait interdit que l'essence soit diffusée et que des gens ordinaires le cultivent. De plus il aurait offert le fruit à Harutomi Tokugawa, seigneur de Kishu, ce qui fit sa renommée,,.

## Description

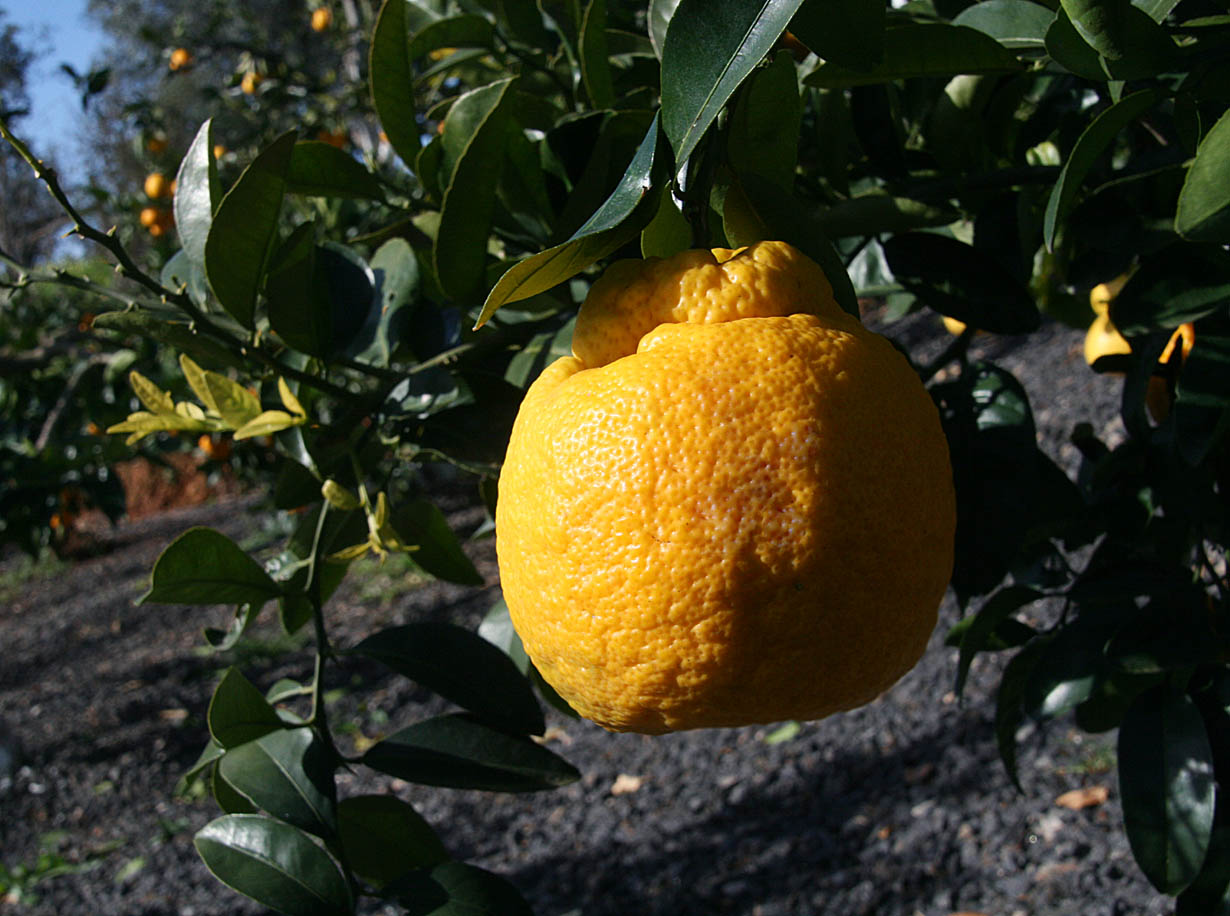
sanbokan sur l'arbre

L'arbre est de taille moyenne, les feuilles légèrement ailées sont relativement petites et ont un pétiole court. Il ressemble à un gros mandarinier, assez dense.
La maturité optimale du fruit est mi-mars à mi-avril au Japon et un mois plus tôt en climat méditerranéen chaud. Il a un péricarpe épais (environ 1 cm) facile à peler, il pèse 250 à 300 g et sa forme est ovoïde dominé par un cou proéminent et marqué (plus large que celui du tangelo Minneola, proche du dekopon),,,. La pulpe est jaune lumineux parfois un rien orangée, juteuse, avec de nombreuses graines.
Le gout est doux: à Taïwan où il fut planté sous l'occupation japonaise, il est aussi appelé citron doux. Son arôme agréable et spécifique rappelle l'orange douce et le pamplemousse, il est qualifié d'élégant, ce qui vaut au sanbokan d'être offert comme cadeau,,. De par son ascendance (Kaikoukan est ascendant de Iyokan) sanbokan est demi-frère de Citrus Iyo, ce qui le situe dans le graphique systématique des agrumes japonais (p. 22) à égale distance de la mandarine et du pomelo (C. maxima), d’où ce gout discret de pomelo signalé par D. Karp et T. Siebert,. La peau n'est pas amère.

## Production et utilisation

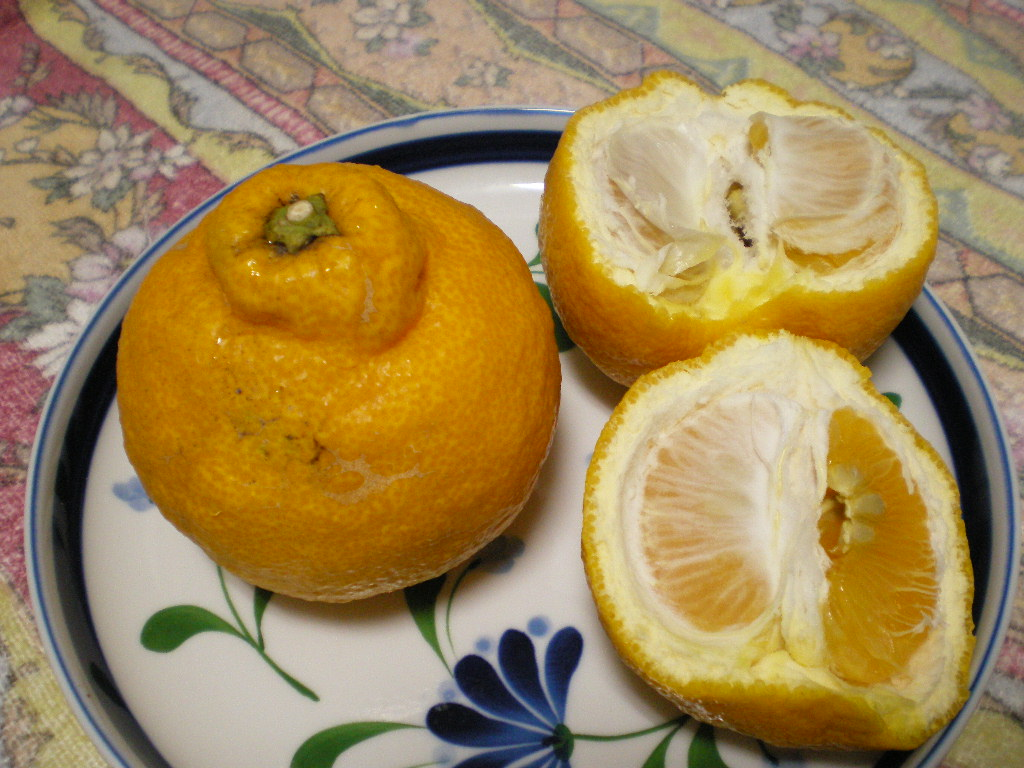
Le Sanbokan de la préfecture de Wakayama est devenu un fruit marginal au Japon

Au Japon ou sa diffusion est restreinte (500 t. en 2015, la production est en chute régulière depuis 1965), sanbokan est d'abord un fruit à jus ou à sorbet, la pulpe s'utilise dans les salades, le fruit entier dans les marmelades,,,,. Misuzu Ame, célèbre confiseur de Nagano, en fait une gelée lumineuse présentée dans le fruit évidé.
À Taïwan le fruit entier, débité en petits morceaux est confit dans le sucre puis utilisé pour faire des tisanes.
La plante sert de porte-greffe, il donne un bon rendement avec des greffes de Citrus paradisi,.
Comme les autres agrumes à maturité moyenne ou tardive (natsudaidai, hassaku, harumi, orange de Fukuhara), sanbokan est sensible au desséchement des vésicules à jus, à l'épaississement et à un blanchiment de leur paroi qui engendrent un jus amère (ces désordres sont attribués au froid et aux conditions d'entreposage).

## Huile essentielle
L'huile essentielle de sanbokan contient - d'après Masayoshi Sawamura (2010) - principalement du limonène (89%), γ-terpinène (5.15%), myrcène (1.7%), α-pinène (1.12%) et linalol (089%). Le même auteur signale la présence à 0.03% de nootkatone (composé naturel : 1 sesquiterpénoïde et 1 cétone typique du pamplemousse C. maxima) singularité qu'il présente avec natsudaïdaï et hassaku alors que les satsuma, iyokan, hyuganatsu n'en présentent pas de trace notable. La peau et le jus sont également riches en ériocitrine, comme le citron.
Yoshiaki Miyaké (2022) écrit que Sanbokan contient une quantité abondante de narirutine (voir son ascendance mandarine), d'hespéridine et de 6,8-C-diglucosylapigénine. L'ériocitrine et la 6,8-C-diglucosylapigénine lui sont spécifiques.
Des propriétés antioxydantes et anti-inflammatoires sont supposées sur la base de l'analyse des composés phénoliques et des flavonoïdes de l'écorce.